# スポット・ネクスト
スポット・ネクスト（Spot Next、S/N、スポネ）は、短期資金取引の方法の一種。約定日の2営業日後（スポット日、T+2）がスタートで、その翌営業日（T+3）がエンド（取引終了）の取引を指す。
コール市場、現先取引、レポ取引など、金融機関間の短期資金調達・運用に用いられる。